# Lamiopsis tephrodes
Lamiopsis tephrodes is een vissensoort uit de familie van de requiemhaaien (Carcharhinidae). De wetenschappelijke naam van de soort is voor het eerst geldig gepubliceerd in 1905 door Fowler.